# سيزار فرانسوا كاسيني دي ثوري
سيزار فرانسوا كاسيني دي ثوري (بالفرنسية: César‑François Cassini de Thury؛ وُلد في 17 يونيو 1714 وتوفي في 4 سبتمبر 1784) هو عالم فلك وجيوديزيا (قياسات الأرض) فرنسي تنتمي أسرته إلى سلالة كاسيني الشهيرة، وهو المعروف بـ«كاسيني الثالث».

## النشأة والخلفية العلمية
ولد في «ثوري‑سو‑كليرمون» شمال فرنسا، وكان ابن جاك كاسيني وابن حفيد جيوفاني دومينيكو كاسيني (كاسيني الأول)، مؤسس مرصد باريس. انشأ في بيئة فلكية وعلمية مميزة تربطه بثلاثة أجيال من علماء الفلك وعلماء الخرائط.

## المهن ومسيرته العلمية
انضم إلى الأكاديمية الفرنسية للعلوم في 1739، وترقّى إلى زميل كامل في 1745. ثم خلف والده في منصب مدير مرصد باريس عام 1756، وفي عام 1771 أصبح أول من يحمل لقب "مدير المرصد" بعد فصل المنصب عن الأكاديمية.

## الأعمال الأساسية والإنجازات
- بدأ في 1744 العمل على خريطة جيوديسية شاملة لفرنسا باستخدام شبكة مثلثات، وهي تُعرف لاحقًا بـ«خريطة كاسيني» (Carte de Cassini). أُكملت أجزاء منها بعد وفاته، ونُشرت ما بين 1744 و1793.4
- نُشرت أعماله العلمية الرئيسية مثل *La méridienne de l’Observatoire Royal de Paris* (1744)، و*Description géométrique de la Terre* (1775)، و*Description géométrique de la France* (1784) التي أتمّها ابنه.

## النظرية حول شكل الأرض
شارك في جدل داخلي بأكاديمية العلوم بين مؤيدي شكل الأرض المستطيل (الامتداد الأطول عند القطبين) ومؤيدي الشكل المقوس (النظرية النيوتونية)، وفي النهاية ميّال إلى النظرية النيوتونية بعد إجراء قياسات دقيقة أثناء مسح باريس.

## التراث العلمي
تُعتبر «خريطة كاسيني» أول خريطة كاملة لفرنسا مبنية على أساس triangulation (نظام المثلثات الجيوديسية)، وهي مصدر رئيسي للباحثين في مجالات الجغرافيا، والتاريخ، وعلم الآثار، كما أثرت في تطوير المسح الوطني.

## الوفاة والإرث
توفي في باريس بسبب الجدري في 4 سبتمبر 1784 عن عمر ناهز 70 عامًا. خلفه ابنه جان دومينيك كاسيني (كاسيني الرابع) في إدارة المرصد ومشروع خريطة فرنسا.